# Jin Soon-jin
Jin Soon-jin (진순진?, 陣順珍?; 1º marzo 1974) è un ex calciatore sudcoreano, di ruolo attaccante.